# Willa Eugeniusza Geyera
Willa Eugeniusza Geyera – willa położona przy ul. Stanisława Przybyszewskiego 10 w Łodzi. Budynek ujęty jest w Gminnej Ewidencji Zabytków.

## Historia
Rezydencja powstała w latach 1895–1896 wg projektu Piotra Brukalskiego. Obiekt został wybudowany dla Eugeniusza Geyera (syna Ludwika) oraz jego żony Jadwigi. W 1903 został nieznacznie przebudowany. Obiekt należał do rodziny Geyerów do 1945, kiedy to został znacjonalizowany. Po 1945 stanowił m.in. klinikę stomatologii Uniwersytetu Łódzkiego. W 1956 willę rozbudowano o północno-wschodnie skrzydło. W późniejszym okresie został przejęty przez Państwową Inspekcję Sanitarną i mieści siedzibę Powiatowej Stacji Sanitarno-Epidemiologicznej.

## Architektura
Budynek wzniesiono na planie zbliżonym do kwadratu. Jego architektura utrzymana jest w nurcie architektury historycznej i nawiązuje do włoskiego renesansu oraz manieryzmu. Obiekt ma ozdobne portale wokół wejść, trójkątne frontony z motywami kartuszowymi, umiejscowione nad oknami. Historycznie od strony północno-zachodniej willi znajdował się taras z zejściem do ogrodu, który z czasem został obmurowany i przekształcony w werandę. Wewnątrz budynku znajduje się ozdobna stolarka oraz neorenesansowe, roślinne sztukaterie sufitowe.